# I sette contadini
I sette contadini ist ein italienischer Kurz-Dokumentarfilm von Regisseur Elio Petri aus dem Jahr 1957 über die sieben Brüder der Familie Cervi, die im Widerstand gegen das faschistische Regime unter Benito Mussolini und die deutsche Besatzungsmacht kämpften. Sie wurden am 28. Dezember 1943 von den faschistischen Machthabern ermordet.

## Handlung
Dokumentation über die sieben Brüder der Familie Cervi, die lange im Widerstand kämpften, bevor sie, gemeinsam mit ihrem Vater Alcide, am 25. November 1943 verhaftet wurden. Nachdem zwei hohe Militärs der Faschisten von Partisanen getötet wurden, wurde von den Machthabern ein Exempel statuiert und die sieben Brüder am 28. Dezember 1943 hingerichtet. Ihr Vater Alcide wurde vorher entlassen. Er selbst äußert sich im Film zu den damaligen Ereignissen.